# Sant'Anselmo all'Aventino (títol cardenalici)

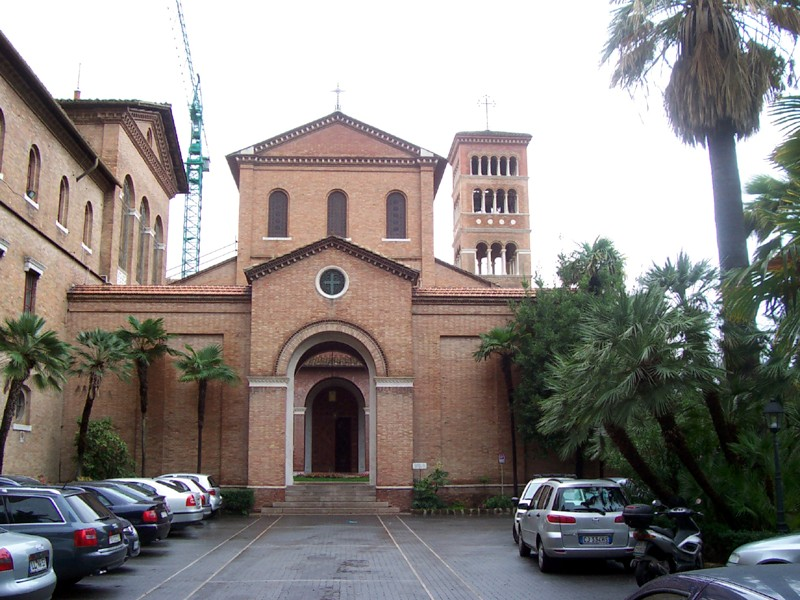
Església de Sant Anselm

Sant'Anselmo all'Aventino (llatí Sancti Anselmi in Aventino) és una diaconia instituïda pel papa Joan Pau II el 1985. Està circumscrita a l'Església de Sant'Anselmo situada a l'Aventino, al costat de l'Ateneu Pontifici de Sant Anselm.

## Titulars
- Paul Augustin Mayer, O.S.B. (25 de maig 1985 - 29 de gener de 1996); títol pro illa vice (29 de gener de 1996 - 30 d'abril 2010)
- Fortunato Baldelli (20 de novembre de 2010 - 20 de setembre de 2012)
- Lorenzo Baldisseri, des del 22 febrer de 2014